# Wang Lu
Wang Lu (chinesisch 王露, Pinyin Wáng Lù; * 8. August 1982 in Taiyuan, Volksrepublik China) ist eine ehemalige chinesische Beachvolleyballspielerin.

## Karriere
Wang Lu startete ihre Beachvolleyballkarriere 1996 an der Shanxi Sportschule. Von 2000 bis 2009 spielte sie international mit wechselnden Partnerinnen auf der FIVB World Tour. Mit You Wenhui wurde sie 2003 Neunte bei der WM in Rio de Janeiro und nahm 2004 an den Olympischen Spielen in Athen teil. Mit Li Ying wurde Wang Lu 2005 Fünfte bei der WM in Berlin. Bei ihrer dritten Weltmeisterschaft 2007 in Gstaad belegte sie an der Seite von Zuo Man den neunten Platz.